# Ратнапура
Ратнапура (Ratnapura, синг. රත්නපුර; там. இரத்தினபுரி) — місто на південному заході  Шрі-Ланки, біля підніжжя гори Пік Адама, адміністративний центр провінції Сабарагамува і однойменного округу Ратнапура цієї провінції. Розташовано на північному березі річки Калу.
Населення близько 48 тис. чол. (2002).
Торгово-транспортний центр в районі насаджень каучуконосів і плантацій чаю і гевеї. Пов'язаний залізницею та автомобільною дорогами з Коломбо і  Бадуллой.
Ратнапура знаменита дорогоцінними каменями. Тут з часів середньовіччя видобуваються такі камені, як «котяче око», аквамарини, аметисти, сапфіри і рубіни. Найбільші сапфіри «Блакитна красуня Азії» (вагою 400 карат) і «Зірка Індії» (536 карат) були знайдені поблизу Ратнапура. Також поблизу міста — видобуток графіту. Поблизу Ратнапура знаходиться священний для індуїстів і буддистів храм Маха сама Діва.

## Клімат
Місто знаходиться у зоні, котра характеризується вологим тропічним кліматом. Найтепліший місяць — квітень із середньою температурою 28.4 °C (83.2 °F). Найхолодніший місяць — вересень, із середньою температурою 27 °С (80.6 °F).
| Клімат Ратнапури        | Клімат Ратнапури | Клімат Ратнапури | Клімат Ратнапури | Клімат Ратнапури | Клімат Ратнапури | Клімат Ратнапури | Клімат Ратнапури | Клімат Ратнапури | Клімат Ратнапури | Клімат Ратнапури | Клімат Ратнапури | Клімат Ратнапури | Клімат Ратнапури |
| Показник                | Січ.             | Лют.             | Бер.             | Квіт.            | Трав.            | Черв.            | Лип.             | Серп.            | Вер.             | Жовт.            | Лист.            | Груд.            | Рік              |
| Середній максимум, °C   | 32,7             | 33,8             | 34               | 33,5             | 32               | 31               | 30,7             | 30,7             | 30,9             | 31,3             | 31,7             | 31,8             | 32               |
| Середня температура, °C | 27,2             | 27,8             | 28,3             | 28,4             | 27,9             | 27,4             | 27,1             | 27,1             | 27               | 27,1             | 27,1             | 27,1             | 27,5             |
| Середній мінімум, °C    | 21,7             | 21,8             | 22,6             | 23,4             | 23,9             | 23,7             | 23,5             | 23,4             | 23,1             | 22,9             | 22,6             | 22,3             | 22,9             |
| Норма опадів, мм        | 111.1            | 137              | 212.2            | 338.9            | 475.9            | 412.2            | 292.8            | 304.1            | 421.4            | 436.8            | 371.4            | 235.3            | 3749.1           |
| Днів з дощем            | 9                | 9                | 14               | 20               | 20               | 21               | 19               | 20               | 20               | 21               | 18               | 14               | 205              |
| ----------------------- | ---------------- | ---------------- | ---------------- | ---------------- | ---------------- | ---------------- | ---------------- | ---------------- | ---------------- | ---------------- | ---------------- | ---------------- | ---------------- |
| Джерело: Weatherbase    |                  |                  |                  |                  |                  |                  |                  |                  |                  |                  |                  |                  |                  |